# Jan Mayen

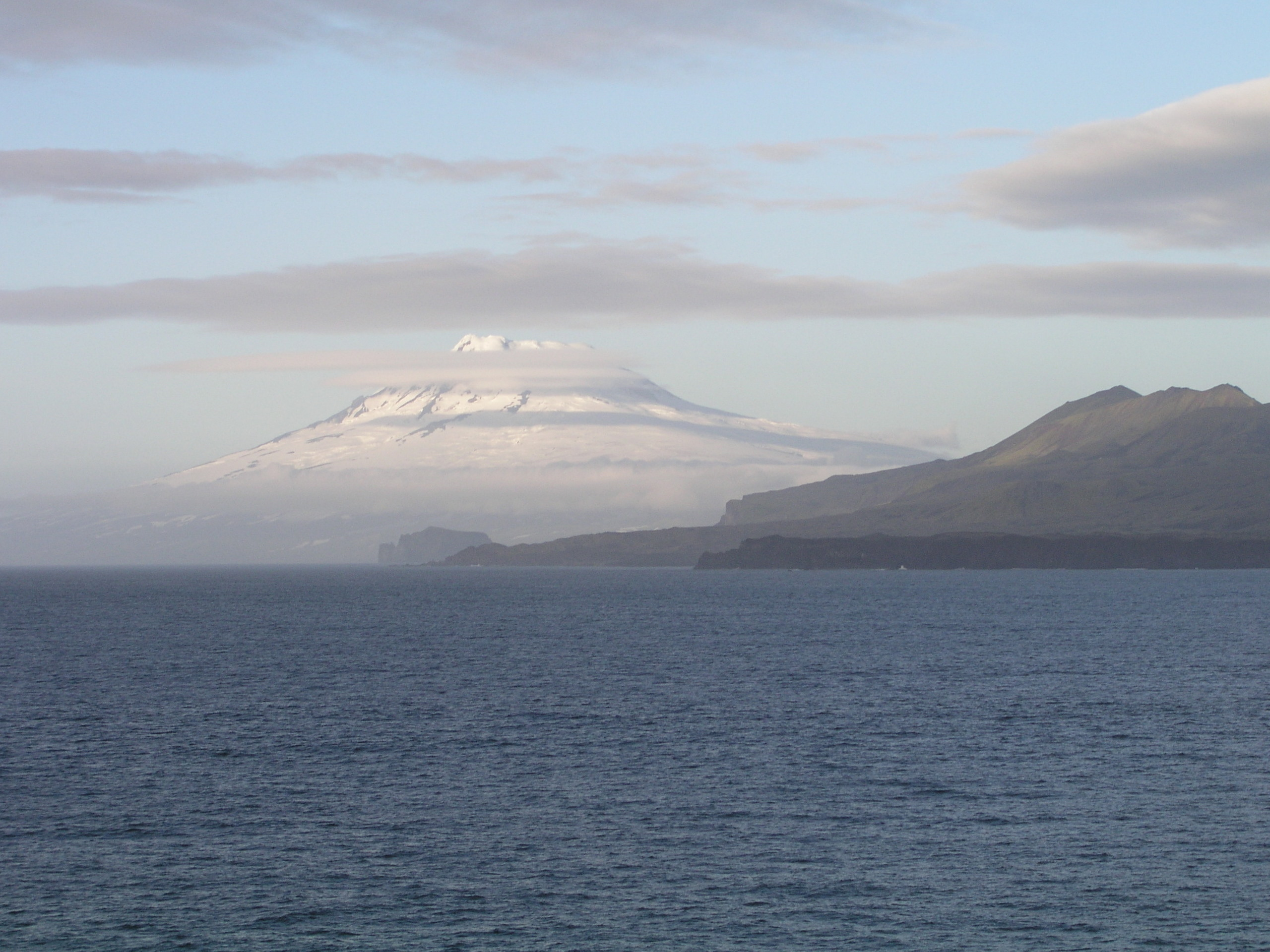
Beerenberg ở Jan Mayen

Đảo Jan Mayen, một phần của Vương quốc Na Uy, là một đảo núi lửa bắc cực có chiều dài 55 km (34 dặm) (tây nam-đông bắc) và có diện tích 373 km² (144 mi²), sông băng bao phủ một phần. Nó được chia làm hai phần: Nord-Jan lớn hơn và Sør-Jan nhỏ hơn, được nối với nhau bởi một eo đất rộng 2,5 km (1,6 mi). Nó nằm cách Iceland 600 km (khoảng 400 mi) về phía bắc, cách Greenland 500 km (khoảng 300 mi) về phía đông và cách Na Uy lục địa 1.000 km (khoảng 600 mi) về phía tây. Đảo có nhiều núi, ngọn cao nhất là núi lửa Beerenberg ở phía bắc. Eo đất là vị trí của hai hồ lớn nhất trên đảo, Sørlaguna (phá phía nam), và Nordlaguna (phá phía bắc). Một hồ thứ ba có tên gọi Ullerenglaguna (phá Ullereng). Jan Mayen được hình thành từ điểm nóng Jan Mayen.